# Affare di Leningrado
L'espressione affare di Leningrado (in russo Ленинградское дело?, Leningradskoe delo) indica una serie di processi svoltisi tra la fine degli anni quaranta e l'inizio degli anni cinquanta a carico di alcuni importanti esponenti politici sovietici, accusati di aver dato vita ad una corrente ostile al potere centrale.

## Le accuse
I primi attacchi ai membri del cosiddetto "gruppo di Leningrado" furono portati avanti da Georgij Malenkov e appoggiati da Stalin. Nel febbraio del 1949 un decreto del Politburo imputò loro azioni antipartitiche e antistatali, mentre Aleksej Kuznecov, organizzatore della difesa di Leningrado durante la Seconda guerra mondiale e divenuto successivamente membro della Segreteria del Comitato Centrale, fu paragonato a Zinov'ev e accusato del tentativo di «trasformare l'organizzazione partitica leningradese in un caposaldo della propria frazione antileninista».
Pochi giorni dopo Malenkov si recò personalmente a Leningrado, convocò una riunione plenaria congiunta del Comitato cittadino e di quello regionale del partito e in quella sede attaccò duramente i "leningradesi", come Kuznecov, e il primo e il secondo segretario del Comitato cittadino, Popkov e Kapustin. L'assemblea votò l'estromissione degli accusati dai propri ruoli e a capo del partito a Leningrado fu posto Vasilij Andrianov. Popkov, Kapustin e altri dirigenti vennero espulsi dal partito, mentre in agosto Kuznecov e Popkov vennero arrestati unitamente al Presidente del Consiglio dei ministri della RSFS Russa Rodionov e al presidente del Comitato esecutivo del Soviet cittadino di Leningrado Lazutin. Parallelamente, già dal gennaio del 1949 era iniziata un'indagine relativa all'operato del Gosplan, presieduto da Nikolaj Voznesenskij, che venne a sua volta arrestato il 27 ottobre.

## Condanne e riabilitazioni
Nell'ottobre 1950, dopo il ripristino della pena di morte abolita nel 1947, vennero condannati alla pena capitale e giustiziati Voznesenskij, Kuznecov, Popkov, Rodionov, Lazutin e Kapustin, mentre altri dirigenti subirono condanne a pene detentive. Altri arresti e processi si svolsero fino al 1952. Il caso fu rivisto nel 1954, dopo la morte di Stalin, e portò alla piena riabilitazione di tutti gli imputati da parte del Presidium del Comitato centrale del PCUS. Della fabbricazione del caso furono accusati in primo luogo Lavrentij Berija, giustiziato nel 1953, e il suo braccio destro Viktor Abakumov, ma ne uscì discreditato anche Malenkov, il cui ruolo nella vicenda risultò determinante nel risolvere a favore di Nikita Chruščëv la lotta per il controllo del partito e del Paese nel dopo-Stalin.